# Нехоју
Нехоју (рум. Nehoiu) град је у у средишњем делу Румуније, у историјској покрајини Влашка. Нахоју је трећи по важности град у округу Бузау.
Нехоју према последњем попису из 2002. има 11.631 сстановника.

## Географија
Град Нехоју налази се у крајње североисточном делу покрајине Влашке, на самој граници са покрајином Молдавијом. Од седишта државе, Букурешта, Нехоју је удаљен око 145 км северно.
Град се развио на реци Бузау, у области Карпата, у планинском делу земље. Надморска висина града је око 380 метара. 

## Становништво
У односу на попис из 2002., број становника на попису из 2011. се смањио.
| 1992.  | 2002.  | 2011.  |
| ------ | ------ | ------ |
| 12.664 | 12.650 | 10.211 |

Румуни чине већину градског становништва Нехојуа, а од мањина присутни су само Роми.